# Малкото Голямо четене
„Малкото“ Голямо четене е кампания на Българската национална телевизия, която има за цел да определи любимата детска книга на българските читатели и да повиши интереса към четенето на книги, като привлече вниманието на множество обществени партньори.